# 真倉車站
真倉車站（日语：／ Magura eki */?）是一由西日本旅客鐵道（JR西日本）所經營的鐵路車站，位於日本京都府綾部市梅迫町，是舞鶴線沿線的一個無人車站，隸屬於近畿統括本部的管轄範圍。
真倉車站在1929年初設時，原本只是個名為中筋的號誌站（中筋信号場），1948年時由附近的民眾請願將車站升級，並於1951年時正式升格成為車站，並命名為真倉。

## 車站結構
對向式月台2面2線，設有待避設施的地面車站。

### 月台配置
| 月台 | 路線   | 方向 | 目的地             |
| ---- | ------ | ---- | ------------------ |
| 1    | 舞鶴線 | 下行 | 西舞鶴、東舞鶴方向 |
| 2    | 舞鶴線 | 上行 | 綾部、福知山方向   |

## 使用情況
根據京都府統計書，1日平均上車人次如下表。使用人數是舞鶴線內最少。
| 年度               | 1日平均上車人次 |
| ------------------ | --------------- |
| 1999年（平成11年） | 16              |
| 2000年（平成12年） | 8               |
| 2001年（平成13年） | 14              |
| 2002年（平成14年） | 22              |
| 2003年（平成15年） | 14              |
| 2004年（平成16年） | 16              |
| 2005年（平成17年） | 14              |
| 2006年（平成18年） | 14              |
| 2007年（平成19年） | 14              |
| 2008年（平成20年） | 11              |
| 2009年（平成21年） | 11              |
| 2010年（平成22年） | 11              |
| 2011年（平成23年） | 11              |
| 2012年（平成24年） | 11              |
| 2013年（平成25年） | 22              |
| 2014年（平成26年） | 27              |
| 2015年（平成27年） | 22              |
| 2016年（平成28年） | 25              |

## 相鄰車站
西日本旅客鐵道
 舞鶴線 
■特急「舞鶴」
通過
■普通
梅迫－真倉－西舞鶴

## 外部連結
- 真倉｜車站資訊：JR出門網 - 西日本旅客鐵道